# Грацька школа
Грацька школа (нім. Grazer Schule), також школа Майнонга експериментальної психології та теорії об'єктів очолював Алексіус Майнонг, який був професором і завідувачем кафедри філософії в Університеті Граца, де він заснував Психологічний інститут Граца (Grazer Psychologische Institut) у 1894 році. Феноменологічна психологія та філософська семантика Грацької школи досягли важливих успіхів у філософії та психологічній науці.

## Історія
Майнонг розвинув Грацьку школу за сприяння своїх учнів Крістіана фон Еренфельса (засновника гештальтпсихології) та Алоїза Гефлера. Однак зростання його теорії відбулося пізніше, коли він почав викладати та проводити дослідження в Граці, де він отримав внески від студентів, які також пізніше стали його філософськими наступниками. Майнонг і ці ставленики — особливо їхня робота з феноменологічної психології та філософської семантики — досягли успіхів у всіх основних сферах філософії та психологічної науки. Серед учнів Майнонга були Стефан Вітасек, Вітторіо Бенуссі, Рудольф Амеседер, Конрад Ціндлер, Вільгельм Марія Франкл, Едуард Мартінак, Ернст Маллі, Стено Тедескі та Франц Вебер. Ранні учні Майнонга, фон Еренфельс (засновник гештальтпсихології), Гефлер, Адальберт Майнгаст і Антон Оельцельт-Ньюін, можна вважати частиною цієї школи. Допомога цих студентів дозволила Майнонгу ще більше вдосконалити свої теорії, такі як теорія об'єктів.
Грацька школа також відіграла важливу роль у гештальттеорії, оскільки модель пізнання Маніонга стала важливою дослідницькою основою гештальтсприйняття. Грацька школа була частиною більш широкого руху австрійського реалізму.

## Теорії
Грацька школа розробила велику частину теорій Майнонга, які охоплювали різні теми, такі як філософська психологія, метафізика, семантика та філософія мови, теорія доказів, можливості та ймовірності, теорія цінностей, а також аналіз емоцій, уяви та абстракції. Школа відома своєю теорією об'єктів і теорією розуму. Важливою основою Грацької школи є позиція Майнонга про те, що психологія є частиною філософії, де перша (зокрема, описова психологія) вважається фундаментальною дисципліною, тоді як остання представляє «цілу групу наук». Він також охоплював ідеї Брентано, такі як емпірична методологія наукової філософії, теза про інтенціональність і мета розвитку інтенціоналістської філософії факту та цінності.

### Теорія об'єктів
Об'єктна теорія Грацької школи вперше з'явилася в роботі Майнонга «Про припущення», опублікованій у 1902 році.

### Естетика
Відомо, що Вітасек і Бенуссі допомагали Майнонгу в його філософських дослідженнях і зробили внесок у розвиток Грацької школи. Розвиток концепції естетичної цінності в Грацькій школі приписують Вітасеку. Сам Майнонг не зосереджувався на цій галузі у своїх дослідженнях, незважаючи на його інтерес до мистецтва. Це питання обговорювалося в 400-сторінковій книзі під назвою Grundzuge der allgemeinen Asthetik, яка розглядала — згідно з майнонгівською структурою — проблеми, з якими естетична теорія повинна мати справу упродовж свого часу. Це включало оцінку майнонгівської теорії естетичної насолоди та її зв'язку з психологією чуттєвого досвіду естетичних об'єктів.